# جو ونجوون
یو ونجوون (چینی: 居文君; پین‌یین: Jū Wénjūn؛ زادهٔ ۳۱ ژانویه ۱۹۹۱ در شانگهای، چین) استادبزرگ شطرنج اهل چین و قهرمان شطرنج زنان جهان در سال ۲۰۱۸ است. در مارس ۲۰۱۷ او پنجمین زنی شد که به رتبه ۲۶۰۰ دست یافت. او سه بار قهرمان شطرنج جهان زنان شد که در ماه‌های مه ۲۰۱۸، نوامبر ۲۰۱۸، و ۲۰۲۰ این عنوان را به دست آورد. او قرار است برای دفاع از عنوان جهانی خود در سال ۲۰۲۳ مسابقه‌ای انجام دهد.